# Barcelonne-du-Gers
Barcelonne-du-Gers è un comune francese di 1 355 abitanti situato nel dipartimento del Gers nella regione dell'Occitania.

## Società

### Evoluzione demografica
Abitanti censiti